# Käthe-Kollwitz-Museum Berlin

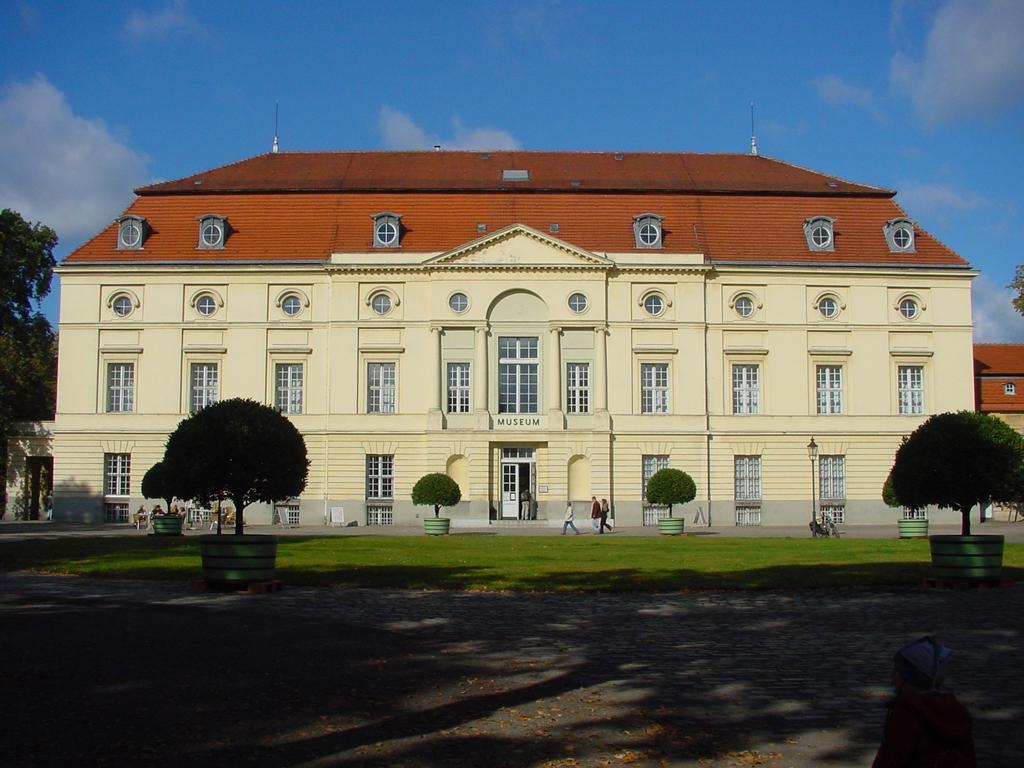
Käthe-Kollwitz-Museum Berlin

Das Käthe-Kollwitz-Museum Berlin ist ein Künstlermuseum, das der Präsentation des Werks der Berliner Künstlerin Käthe Kollwitz gewidmet ist. Nach einem Umzug befindet sich das Museum seit dem 24. September 2022 im Theaterbau am Schloss Charlottenburg am Spandauer Damm 10.
Das seit 1986 bestehende Käthe-Kollwitz-Museum war aus der privaten Sammlung des 1993 verstorbenen Malers, Galeristen und Kunstsammlers Hans Pels-Leusden hervorgegangen und wurde von ihm in Zusammenarbeit mit Gudrun und Martin Fritsch gegründet.

## Grundstock der Sammlung
Pels-Leusden sammelte seit der Übernahme der Berliner Firma Buch und Kunst am Olivaer Platz im Jahr 1950 die Werke von Käthe Kollwitz, weil diese Künstlerin „genial und übergreifend das Leben“ darstelle. Im Jahr 1965 widmete er seine erste Ausstellung Käthe Kollwitz. Viele internationale Ausstellungen erhielten im Laufe der Jahre aus seiner Sammlung Leihgaben. Er übergab als Stiftung an das Museum insgesamt 95 Druckgrafiken, 40 Zeichnungen und 10 Originalplakate.

## Museumsleitungen
Gründungsdirektor des Berliner Käthe Kollwitz Museums war Martin Fritsch. Von 2014 bis 2017 leitete Iris Berndt die Sammlung. Deren Nachfolgerin als Direktorin ist die promovierte Kunsthistorikerin Josephine Gabler, die vorher das Museum Moderne Kunst Wörlen in Passau leitete und ihr Amt am 1. April 2018 antrat.

## Ausstellungskonzept Fasanenstraße
Nach einer Einführung im Erdgeschoss zeigte das Museum in einer ständigen Ausstellung über drei Etagen bedeutende Teile des künstlerischen Schaffens von Käthe Kollwitz, die über 50 Jahre lang im Berliner Ortsteil Prenzlauer Berg gelebt und gearbeitet hat.
In der Regel fanden hier zweimal im Jahr Sonderausstellungen statt, die das Umfeld der Künstlerin beleuchten. Das Museum hat über rund 200 zeichnerische und druckgrafische Arbeiten – darunter viele berühmte Werke wie etwa die Lithografie Brot! von 1924 – sowie 15 Original-Plakate und ebenso viele plastische Bildwerke. Schwerpunkte bilden die Kollektion der Selbstbildnisse (von 1888/1889 bis 1938), der Holzschnitt-Zyklus Krieg (1922/1923), Arbeiten zum Thema Tod (1903 bis 1942) und zum Gedenkblatt für Karl Liebknecht (1919/1920).
Die Selbstbildnisse zeigen Käthe Kollwitz über alle Altersphasen von jung bis hin ins hohe Alter. Im Obergeschoss befand sich die 2,10 m hohe Skulptur der Käthe Kollwitz, die vom Bildhauer Gustav Seitz geschaffen wurde. Aufrüttelnd ist ihre Zeichnung einer Mutter, die ihre Kinder zurückhält, die voller Begeisterung in den Krieg ziehen wollen, mit dem Titel Saatfrüchte sollen nicht vermahlen werden.
Zum 150. Geburtstag der Künstlerin zeigte das Museum die Ausstellung Käthe Kollwitz und ihre Freunde, zu der auch ein Katalog erschien.

## Museumsgebäude

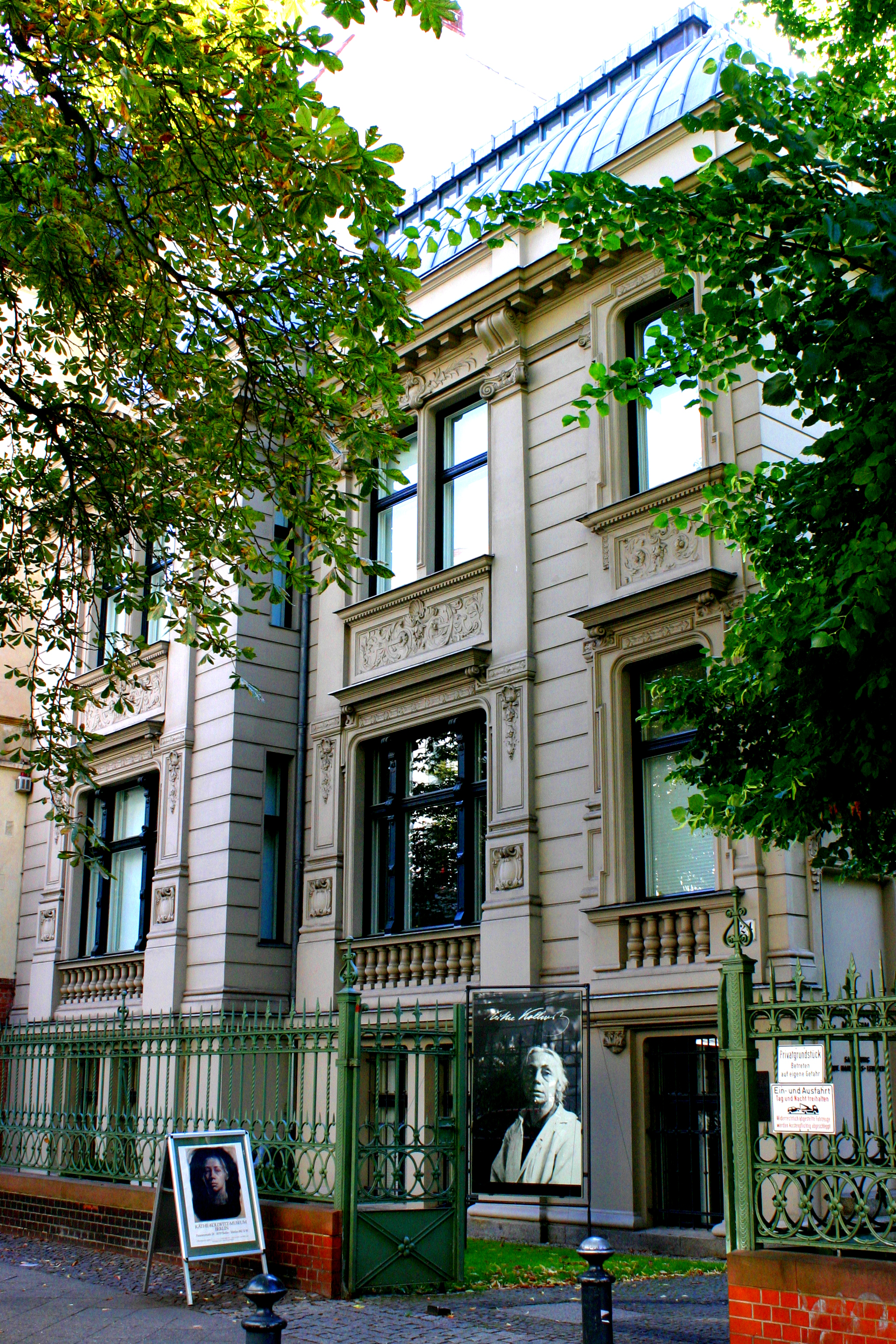
Das ehemalige Museumsgebäude in der Charlottenburger Fasanenstraße, August 2008

Das Käthe-Kollwitz-Museum Berlin befand sich 36 Jahre in einer 1871 als erstes Wohnhaus in der Fasanenstraße errichteten Stadtvilla, die bereits 1897 zu einem Palais im spätklassizistischen Stil umgestaltet wurde. Das nach dem Zweiten Weltkrieg halbverfallene Gebäude wurde erst in den 1980er Jahren grundlegend restauriert und als Museum eingerichtet. Das Gebäude gehört zum Wintergartenensemble, gemeinsam mit dem benachbarten Literaturhaus und der Villa Grisebach.
Das Käthe-Kollwitz-Museum Berlin schloss am 27. Juni 2022 seine Ausstellung in der Fasanenstraße 24. Am 24. September 2022 wurde das Museum mit neuer Ausstellungspräsentation im Theaterbau am Schloss Charlottenburg wiedereröffnet.